# Xã Milford, Quận Geary, Kansas
Xã Milford (tiếng Anh: Milford Township) là một xã thuộc quận Geary, tiểu bang Kansas, Hoa Kỳ. Năm 2010, dân số của xã này là 1.669 người.